# Gaudija wisznuizm

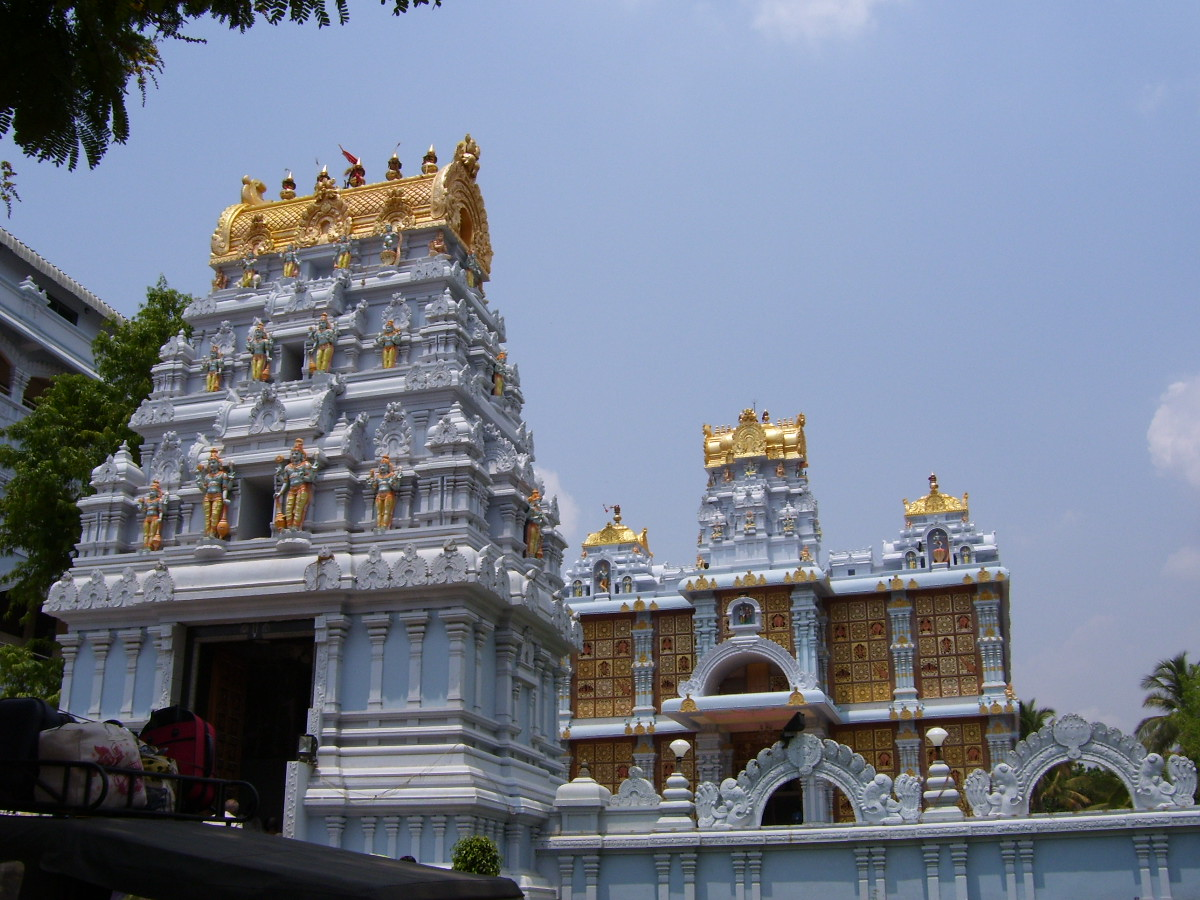
Świątynia w Tirupathi

Tilaka Gaudija wisznuitów

Gaudijawisznuizm (wisznuizm bengalski, wisznuizm gaudija) – hinduistyczny nurt religijny, zapoczątkowany przez Ćajtanję Mahaprabhu (1486–1534). Gaudijawisznuizm definiuje siebie jako religię monoteistyczną, ponieważ czci jednego Boga w określonych inkarnacjach Wisznu – Kryszny i nie pochwala oddawania czci innym bóstwom.
Ten ruch religijny należy do tradycji wywodzącej się z Brahma-Madhva-Gaudija sampradaji – sukcesji mistrzów duchowych (guru), która rozpoczęła się od półboga Brahmy. Opiera się głównie na Bhagawadgicie i Bhagawatapuranie oraz innych Puranach i Upaniszadach, takich jak Iśopaniszada. Głównymi pismami teologicznymi są Pańczaratra, która opisuje rytuał, Satsandarbha Sanatany Goswamina opisująca hermeneutykę, Bhaktirasamrytasindhu Rupy Goswamina, która skupia się na przedstawieniu mistycyzmu i metafizyki oraz Śmaranga-manga-laikadaśa pismo poświęcone medytacji wisznuickiej. Wisznuizm gaudija koncentruje się na dewocyjnym i ekstatycznym kulcie (zwanym bhakti) bóstw Radha i Kryszna i ich wielu boskich awatarów jako najwyższych postaci Boga szczegółowo przedstawionym w oryginalnym dziele pt. Gitagowinda autorstwa Dźajadewy Goswamina.
Kult polega głównie na intonowaniu (tzw. kirtan) Mahamantry (powtarzaniu świętych imion: Hare, Kryszna i Rama) oraz mantry Gajatri.

## Pojęcia filozoficzne

### Niepojmowalna jedność i różność
Szczególną cechą gaudija wisznuizmu, przyjętą przez Ćajtanję Mahaprabhu, jest aczintjabhedabhedatattwa, czyli „niepojęta jedność i różność”. Ta koncepcja jednoczy dwa skrajne kierunki hinduizmu: monizm (jedność duszy i Boga) oraz dualizm (rozdzielność duszy i Boga). Dusza (dźiwa) co do jakości jest tożsama z Bogiem, jednak Bóg posiada bezgraniczną moc i chwałę, podczas gdy dusza jest zaledwie drobną cząstką boskiej potęgi oraz posiada swój ontologiczny indywidualny byt i wolną wolę.

### Żywe istoty
Wszystkie żywe istoty nie są tożsame z ciałem, które obecnie posiadają. W przeciwieństwie do ciała, które jest niestałe (powstaje, starzeje się, umiera i zmienia z kolejnymi inkarnacjami), dusza nie ma początku i końca, jest wieczna, niezniszczalna i niezmienna. Jako wieczne dusze wszystkie żywe istoty przemieszczają się z jednej formy życia do innej, na Ziemi i innych planetach, zgodnie z prawem karmy i samsary.

### Najwyższa Osoba Boga
Kryszna opisany jest jako wieczna, wszystkowiedząca, wszechobecna, wszechpotężna i wszechatrakcyjna Najwyższa Osoba Boga. Jest on Ojcem wszelkiego życia i Energią, podtrzymującą życie we wszechświecie. Jest także źródłem wszystkich inkarnacji Boga (krsnas tu bhagavan svayam) Bóg może mieć różne formy i imiona, lecz imię Kryszna jest „najpełniejszym” imieniem, ponieważ oznacza: Ten, który jest wszechatrakcyjny, co obejmuje wszystkie aspekty Boga, takie jak: wszechmocny, najbardziej miłosierny i najbardziej kochający. Różne imiona Boga, pochodzące z innych religii, np. Allah i Jahwe także są akceptowane, jako imiona tej samej Najwyższej Osoby Boga.

### Formy kultu
Oddawanie czci Bogu nazywane jest bhakti lub bhaktijoga. Składa się z dwóch najważniejszych elementów: waidhi bhakti, czyli praktykowania przepisów i wskazań rytualnych oraz z raganuga bhakti, uważanego za wyższy i bardziej spontaniczny poziom duchowy, polegający na bezinteresownym pragnieniu podobania się Bogu. Oba elementy bazują w dużym stopniu na intonowaniu imion Kryszny.

## Historia ruchu
Przez ponad trzysta lat od śmierci Śri Ćajtanji Mahaprabhu gaudija wisznuizm ewoluował do formy znanej współcześnie.
Początkowo nauki Ćajtanji szerzyli na terenie Bengalu jego uczniowie Nitjananda, Adwajta Aćarja i inni. Ćajtanja polecił wybrać spośród swoich uczniów tzw. Sześciu Goswamich z Vrindavanu (Rupa Goswami, Sanatana Goswami, Gopala Bhatta Goswami, Raghunatha Bhatta Goswami, Raghunatha dasa Goswami i Dżiwa Goswami – siostrzeniec braci: Rupy i Santany), którzy mieli spisać tradycję bhakti. Ta teologia podkreślała związek wyznawcy z Boską Parą- Kryszna/Radha i uznawała Ćajtanję za wcielenie tej Boskiej Pary.
Kolejnym pokoleniem teologów bhakti byli uczniowie dźiwy: Narottama, Sriniwasa i Śjamananda, którzy koncentrowali się na umocnieniu i propagowaniu nauk mistrza na obszarze Bengalu i Orisy.
W XVII w. Wiszwanat Czakrawarti Thakur sprecyzował zasady raganuga-bhakti w dziełach takich jak Raga-wartma-ćandrika. Jego uczeń Baladewa Widjabhuszan napisał słynny komentarz Gowinda Bhaszja na temat Wedantasutry.
W XVIII w. działało wielu wybitnych teologów ruchu z których najważniejsi to: Siddha Dźajakriszna Das Babadźi z Kamjawanu i Siddha Krisznadas Babadźi z Gowardanu- znany mistrz wewnętrznego praktykowania raga-bhadźan.

## Festiwale
Pierwszy festiwal wyznawców gaudija wisznuizmu, zwany Kheturi, pod kierownictwem Dźahnawy Thakurani, żony Nitjanandy, był pierwszym zjazdem przywódców różnych odmian ruchu i okazją do wymiany poglądów. Od tego czasu powstała tradycja organizowania festiwali, co sprzyjało jedności ruchu przy jednoczesnym zachowaniu jego różnorodności. Podczas tych zjazdów wykształciła się odrębna doktryna gaudija wisznuizmu.

## Załamanie i odrodzenie
XVII i XVIII wiek zapoczątkowały upadek ruchu i zmniejszenie jego popularności w Indiach. Odrodzenie przyniósł dopiero XX wiek, przede wszystkim dzięki działalności Bhaktiwinody Thakura, który był urzędnikiem brytyjskiego rządu w Indiach. Jego syn- Śrila Bhaktisiddhanta Sarasvati Thakura kontynuował działalność ojca, zakładając 64 ośrodki gaudija wisznuizmu w Indiach i innych krajach.
Jego najważniejsi uczniowie utworzyli własne ośrodki (matha) po śmierci mistrza w 1936.
Obecnie głównymi kierunkami ruchu są:
- Hare Kryszna (ISKCON), założony przez Bhaktivedantę Swamiego Prabhupadę
- Sri Chaitanya Saraswat Math założona przez Bhakti Rakszak Śridhar Maharadż
- Sri Chaitanya Gaudiya Math założona przez Bhakti Dajita Madhawa Maharadża
- Gaudiya Vedanta Samiti założona przez Bhakti Pradżnana Kesawa Maharadża
- Sri Gopinath Gaudiya Math założona przez Bhakti Promode Puri Goswami Maharadża
- Sri Krishna Chaitanya Mission, założona przez Bhakti Waibhawa Puri Goswami Maharadża.

Od końca XX wieku za wzorem założyciela ruchu Hare Kryszna, wszystkie te kierunki założyły ośrodki za granicą i obecnie aktywnie propagują gaudija wisznuizm na całym świecie.

## Różnice między doktryną gaudija i innymi kierunkami wisznuizmu
Chociaż podstawowa doktryna jest identyczna dla wszystkich kierunków, to istnieją różnice. W gaudija wisznuizmie:
- Kryszna jest uznawany za pierwotną i najwyższą formę Boga (krsnas tu bhagavan svayam), i źródło inkarnacji Wisznu, a nie za jeden z awatarów Wisznu.
- Radha jest żeńską energią (śakti) Kryszny i źródłem wszystkich innych śakti, w tym Lakszmi i Durgi.
- Śri Ćajtanja Mahaprabhu jest ostatnią inkarnacją Kryszny w okresie Kalijugi. Kolejna inkarnacja – Kalkin przyjdzie w końcowym okresie juga sandhja.

## Najwybitniejsi współcześni działacze ruchu
- A. C. Bhaktivedanta Swami Prabhupada
- Ananta Das Babadżi
- Bhakti Sundar Gowinda Maharadż
- Bhaktivedanta Narajana Maharadża
- Bhakti Wallabha Tirtha Maharadża
- Bhakti Waibhawa Puri Maharadż
- Swami Bhakti Vedanta Tripurari
- Gopal Kriszna Goswami
- Dżajapataka Swami
- Swami Bhakti Aloka Paramadvaiti
- Hridayananda Dasa Goswami

## Organizacje
- Gaudiya Kutir
- Gaudiya Math
- Światowe Towarzystwo Wisznuitów
- Międzynarodowe Towarzystwo Świadomości Kryszny
- Misja Czaitanii
- Śri Caitanya Sanga
- Vrinda Mission
- International Pure Bhakti Yoga Society
- International Pure Bhakti Yoga Society – POLSKA